# طارق عامر (لاعب كرة قدم)
طارق عامر الدسوقي مصطفى عرفة لاعب كرة قدم مصري، لعب لناديي منتخب السويس وحرس الحدود ، ثم انتقل للعب في الأندية الأوروبية في 2009.

## روابط خارجية
- طارق عامر على موقع اتحاد تركيا (لاعب) (الإنجليزية)
- طارق عامر على موقع قاعدة بيانات كرة القدم.إي يو (الإنجليزية)
- طارق عامر على موقع عالم كرة القدم.نت (الإنجليزية)
- طارق عامر